# Clima della Russia
Il territorio russo vede una gran varietà climatica. Complessivamente, vista la prevalente posizione settentrionale del suo territorio, predominano i climi freddi e temperato-freddi; quasi ovunque il clima è soggetto a forte continentalità, con differenza stagionali molto marcate, che diventano addirittura esasperate nella Siberia orientale.
In linea generale, insediamenti umani regolari sono strettamente associati alla possibilità di un altrettanto regolare sfruttamento agricolo del territorio; ciò considerato, si capisce perché il fattore clima, in Russia, divenga spesso un fattore limitante all'insediamento umano. Famosa è anche l'espressione "inverno russo" in ambito militare.
Su buona parte del territorio, i periodi di gelo sono così intensi e prolungati da limitare la stagione di crescita, cioè il periodo libero dal rischio di gelate, ai soli tre mesi estivi; poca importanza, in queste situazioni, assumono i valori di temperatura media di luglio, che possono anche essere discretamente elevati. Situazioni del genere si osservano (escludendo le regioni di montagna, peraltro marginali nel panorama russo) su tutta la parte europea a nord del 60º parallelo e a latitudini variabili fra i 53° e i 57°N nella parte siberiana che, non casualmente, segnano delle linee di confine fra terre più densamente popolate e terre "selvagge".

## Lineamenti climatici generali

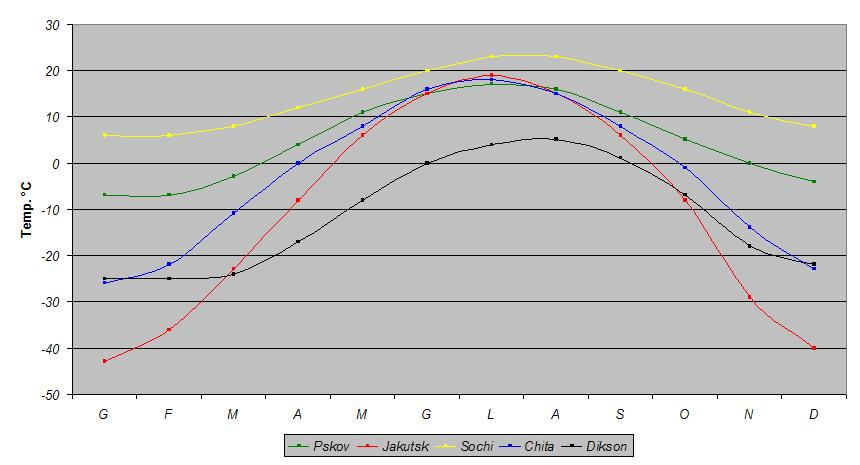
Termogramma di alcune località russe, indicative dei differenti climi.

Il clima russo è ovunque contraddistinto da forti alternanze stagionali.
D'inverno, all'incirca a partire da ottobre in Siberia e un mese più tardi in Russia europea, comincia a "montare" l'anticiclone russo-siberiano, un'area di alta pressione termica che si estende su tutta la parte interna del continente asiatico, influenzando però anche il tempo e il clima dell'Europa e del litorale pacifico asiatico (entra anche nel meccanismo monsonico invernale che regola il clima nel subcontinente indiano); questo anticiclone raggiunge il suo massimo nei mesi di dicembre, gennaio e febbraio, quando pressoché tutta la Russia è nel gelo. Proprio in Siberia, nella cittadina di Agata, il 31 dicembre 1968, fu raggiunto il valore, ridotto al livello del mare, di 1.083,8 mbar; questo valore ha costituito a lungo il record mondiale pressorio, quando, il 18 dicembre 2001, uno sconosciuto villaggio mongolo di nome Tosontsengel è salito a 1.085,6.
Verso il mese di marzo, quando l'aria comincia a scaldarsi sotto i raggi di un Sole ogni giorno più alto nel cielo, tutta questa "cupola" altopressoria incomincia a disgregarsi, lasciando spazio ad aree di bassa pressione relativa che causano la maggiore piovosità estiva, caratteristica questa che si può estendere a tutta la Russia. A partire da aprile (marzo nelle zone più meridionali europee, maggio nelle zone più fredde del nord e dell'est e giugno nell'artico) comincia il disgelo, che trasforma la Russia e la Siberia in un pantano.
La continentalità del clima fa anche sì che, generalmente, le precipitazioni non siano abbondanti e presentino dei massimi relativi in estate; fanno eccezione solo le facciate costiere pacifiche, dove si possono avere quantitativi anche abbondanti.
Ai fini climatici l'immenso territorio russo può dividersi in diverse regioni:
- la fascia costiera artica;
- la Russia europea settentrionale;
- la Russia europea meridionale;
- la Siberia occidentale;
- la Siberia centro-orientale;
- la fascia costiera pacifica e del mare di Ochotsk.

## L'Artico russo

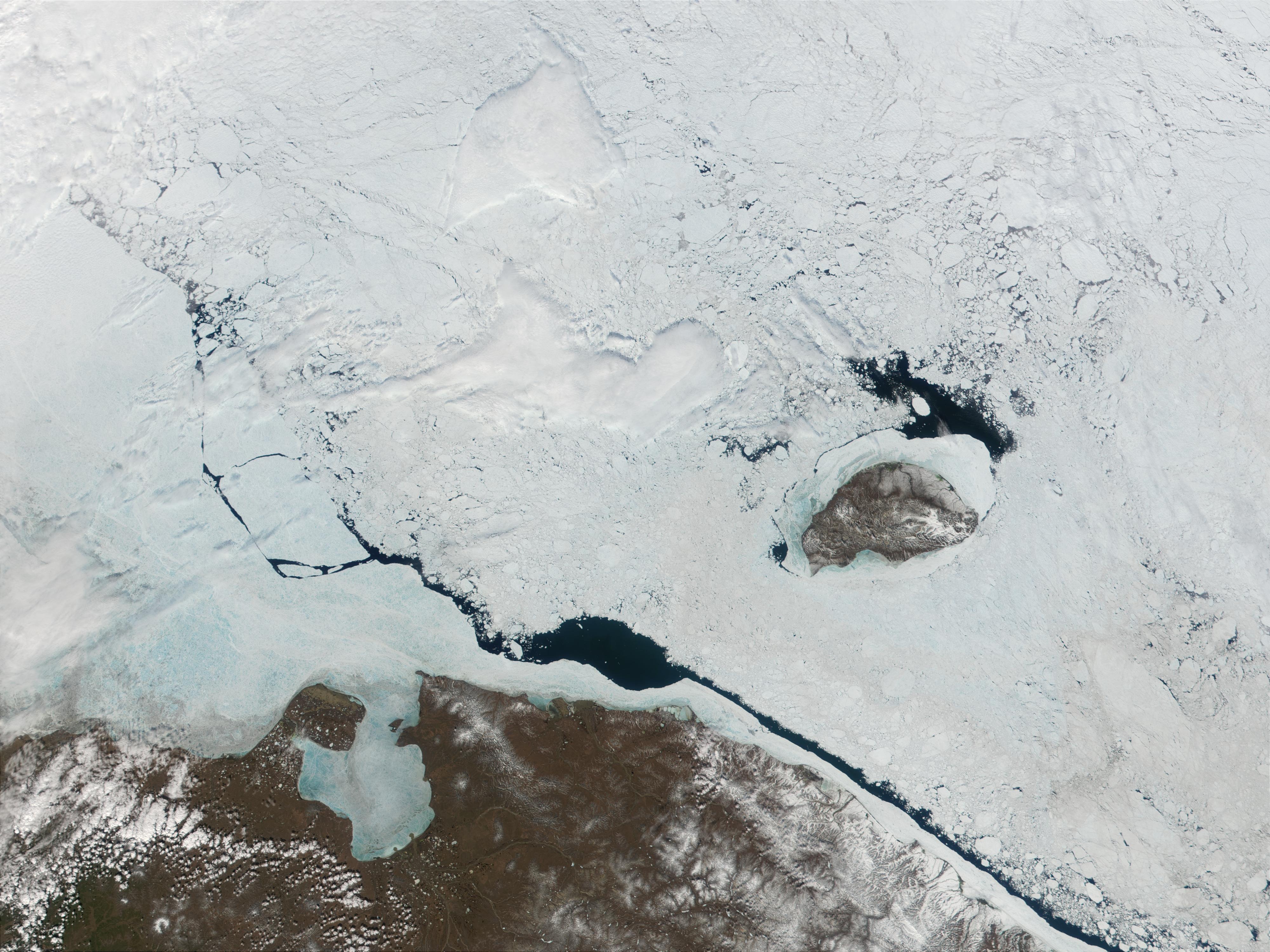
Fotografia satellitare dell'isola di Wrangel, giugno 2001.

Nonostante la fascia costiera artica russa si estenda per 170° di longitudine, il clima predominante è grosso modo simile: inverni lunghissimi e gelidi lasciano il passo, nei mesi di luglio e agosto, a brevi estati fredde durante le quali il ghiaccio si scioglie, insieme con il primo metro di terreno, provocando inondazioni generalizzate che trasformano la sterminata tundra in un immenso pantano. I mari che bagnano le coste artiche russe sono spesso interessati dal ghiaccio anche in estate, almeno nelle zone che giungono più a nord. Le precipitazioni sono ovunque scarse.
L'estremità occidentale (la penisola di Kola) non è solitamente ricompresa nella zona artica, dato che è interessata dalle ultime propaggini della Corrente del Golfo che le regalano estati più tiepide che consentono la crescita della foresta di conifere (si ricorda che uno dei criteri per identificare l'inizio delle zone artiche fa riferimento alla linea degli alberi).
Un fenomeno comune a tutta la zona artica russa è che la presenza del mare impedisce alle temperature invernali di scendere oltre un certo limite, così che gli inverni hanno temperature medie identiche di quelle registrate nelle zone continentali situate anche 2.000 km più a meridione.
Analogamente a quanto succede più a sud, man mano che si procede verso est aumenta la continentalità e diminuiscono le precipitazioni; la zona artica occidentale ha quindi inverni meno freddi della sua controparte orientale. Il capo Kanin Nos (68,7°N, 43,3°E) registra medie di -10 °C in febbraio che salgono a 8-9 °C in luglio e agosto; le precipitazioni annue raggiungono anche i 350-400 mm, avvicinandosi così ai valori tipici delle zone temperato-fredde; spostandosi più verso oriente, il villaggio minerario di Malye Karmakuly, nell'isola di Novaja Zemlja (72,4°N, 52,4°E), fa segnare -14 °C in febbraio, 7 °C in luglio con precipitazioni intorno ai 270 mm annui.
In corrispondenza della Siberia centrale (quindi tra gli 80°E e i 110°E) la costa si alza di latitudine: Dikson, alla foce dello Enisej (73,5°N, 80,4°E), ha medie invernali di -25 °C ed estive (agosto) di 5 °C. Il gruppo di isole della Severnaja Zemlja raggiunge e supera gli 80°N, latitudine alla quale mediamente anche i mesi più caldi restano sotto lo zero.
La costa del Mare della Siberia Orientale è la più fredda della pur fredda zona artica: l'isola Kotel'nyj, a 75°N 140°E, segna -30 °C in gennaio e febbraio e 2 °C in luglio, con 130–150 mm annui di pioggia e neve; Tiksi, alle foci della Lena (72°N), oscilla da -31 °C a 7 °C, precipitazioni annue 240 mm.
La fascia artica dell'estremo oriente russo vede un certo mitigamento delle condizioni climatiche, risentendo della maggiore "oceanicità" data dalla presenza, a sud, dell'oceano Pacifico: Uėlen, poco sotto il Circolo polare artico alla latitudine di 170°W, va da -22 °C in febbraio a 6 °C in luglio, venendo innaffiata ogni anno da 300–350 mm di pioggia e neve all'anno.

## La Russia europea settentrionale

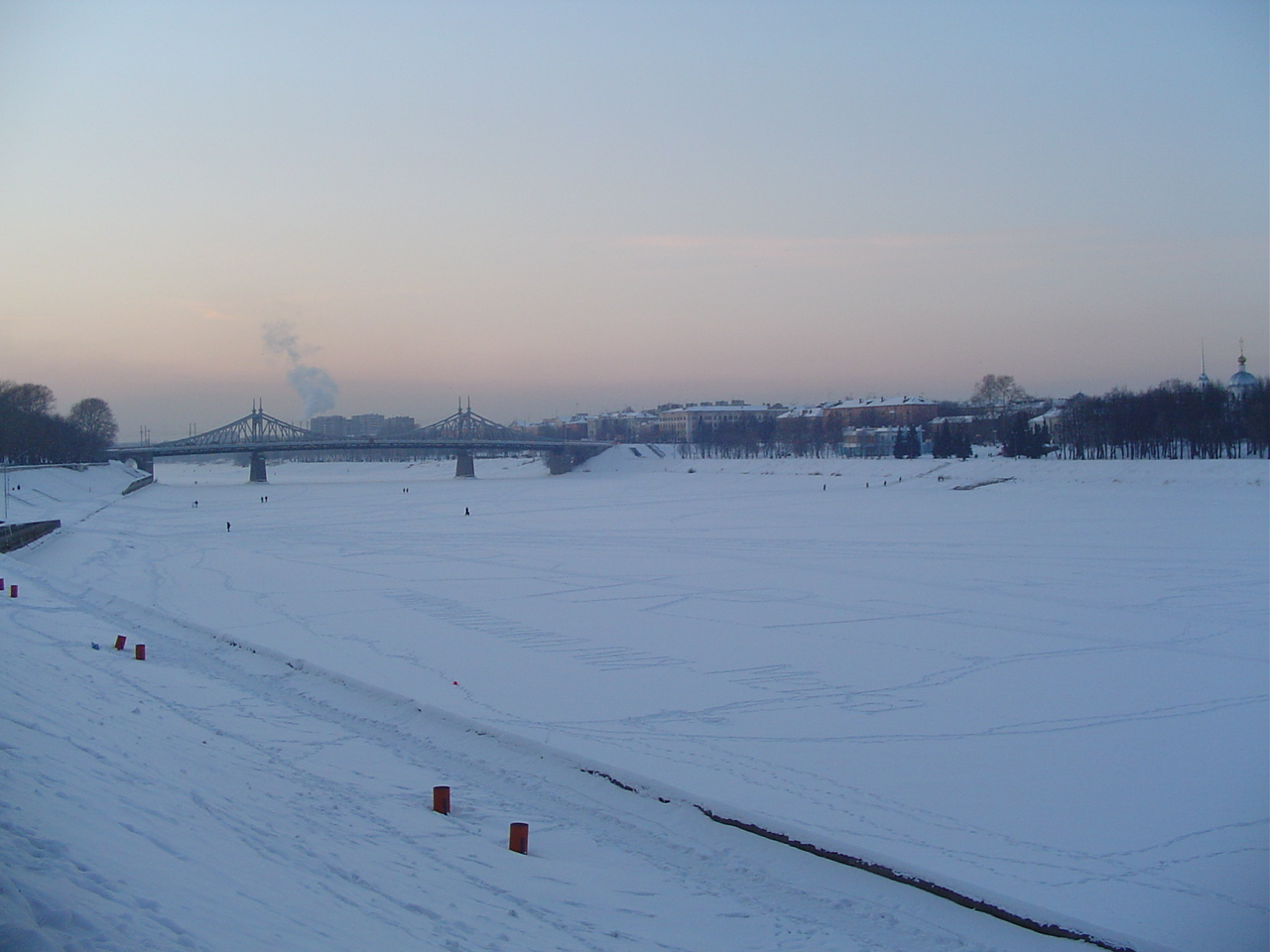
Anche se è una delle zone meno fredde della Russia, la parte europea vede comunque fiumi gelati per vari mesi l'anno: nella foto, il Volga a Tver'.

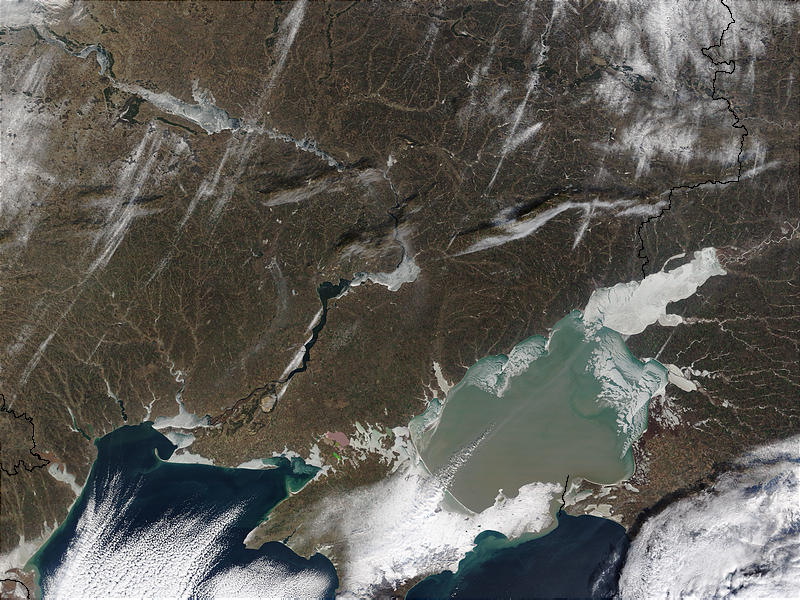
Anche la Russia europea meridionale può soffrire il freddo invernale. Nella foto satellitare NASA, il mar d'Azov parzialmente gelato ai primi di dicembre del 2002.

Questa zona climatica coincide grosso modo con l'estensione, nella parte europea, della zona della foresta di conifere: quindi, all'incirca a nord del parallelo 55°N. In generale il clima è più continentale che in Europa, anche se non si raggiungono gli estremi rilevati più a oriente: la continentalità, quindi le escursioni termiche annue, aumenta regolarmente da ovest a est.
L'influenza dell'oceano Atlantico si può ancora avvertire nelle zone più occidentali, dove gli inverni non sono freddissimi e le precipitazioni sono un po' più abbondanti che nel resto della Russia; Pskov, sui 58°N sulle rive del Lago dei Ciudi, registra -7 °C in gennaio e 17 °C in luglio, con 600 mm annui di precipitazione con massimo estivo. Seguendo una regola pressoché generale del territorio russo, procedendo verso oriente aumentano le differenze stagionali: Mosca, sul parallelo 56°N oscilla, tra gli stessi mesi, da -9 °C a 18 °C; Kazan', a 56°N, 49°E vede le temperature medie di gennaio scendere a -13 °C e quelle di luglio salire a 20 °C; le piogge restano sui 500–600 mm annui.
Le zone più settentrionali del territorio europeo russo, escludendo l'artico, sono ovviamente più fredde: Murmansk, nella penisola di Kola in una zona geograficamente artica (lat. 69°N) va da -11 °C in gennaio e febbraio fino ai 13 °C di luglio, con 400 mm di precipitazioni annue con massimo estivo; Ust' Cilma, a breve distanza dal Circolo Polare, va da -17 °C a 14 °C, con sette mesi l'anno con medie sotto lo zero.

## La Russia europea meridionale
I lineamenti climatici globali sono all'incirca gli stessi della Russia europea settentrionale, con temperature che aumentano a causa della minore latitudine; il clima è sempre piuttosto continentale e le piogge abbastanza scarse.
Sopra i 50°N le estati sono solo moderatamente calde, con occasionali ondate di calore estive che hanno però generalmente breve durata e vengono spezzate di frequente da passaggi di aria più fresca settentrionale:
La pianura ciscaucasica ha condizioni di clima più temperato, con condizioni che la avvicinano all'Europa orientale: il clima resta piuttosto secco, ma le medie termiche si alzano: Krasnodar, sui 45°N, va da -1 °C in gennaio a 23 °C in luglio e agosto, con solo due mesi con media sotto zero; Makhačkala, nel Dagestan, sul Mar Caspio, va da 0 °C a 25 °C, con clima subarido che preannuncia il deserto che copre l'altra sponda (prec. annue 400 mm). La costa del mar Nero gode di temperature di assoluta rilevanza, nel panorama russo: Soči, come già esposto poco sopra, grazie al riparo offerto a nord dalle montagne registra medie di 6 °C in gennaio-febbraio e 23 °C in luglio-agosto, con più di 1.600 mm di pioggia ben distribuiti nel corso dell'anno. Questa mancanza di stagione secca estiva, caratteristica di tutta la regione pontica, deriva dai frequenti disturbi, in estate, di aria fresca scesa dalle pianure più settentrionali.

## La Siberia occidentale

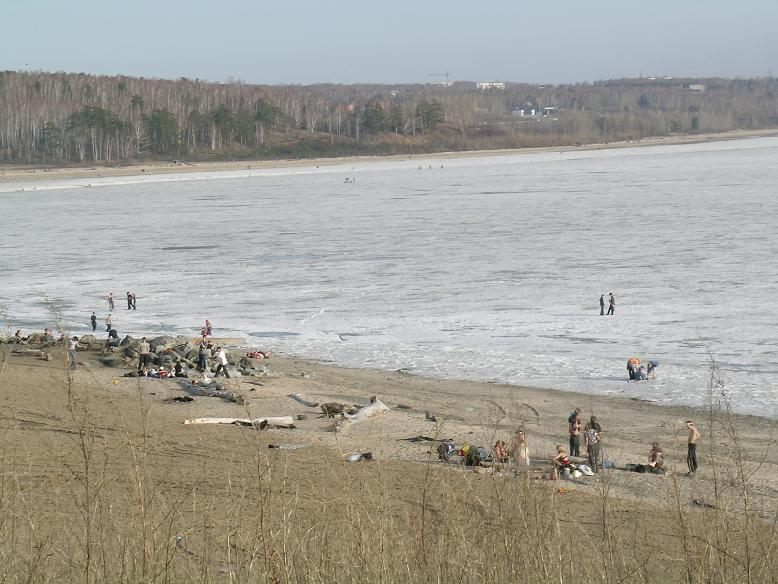
La primavera nella Siberia occidentale, a Novosibirsk, aprile tardo. La neve si è fusa, ma il ghiaccio sull'acqua ancora no.

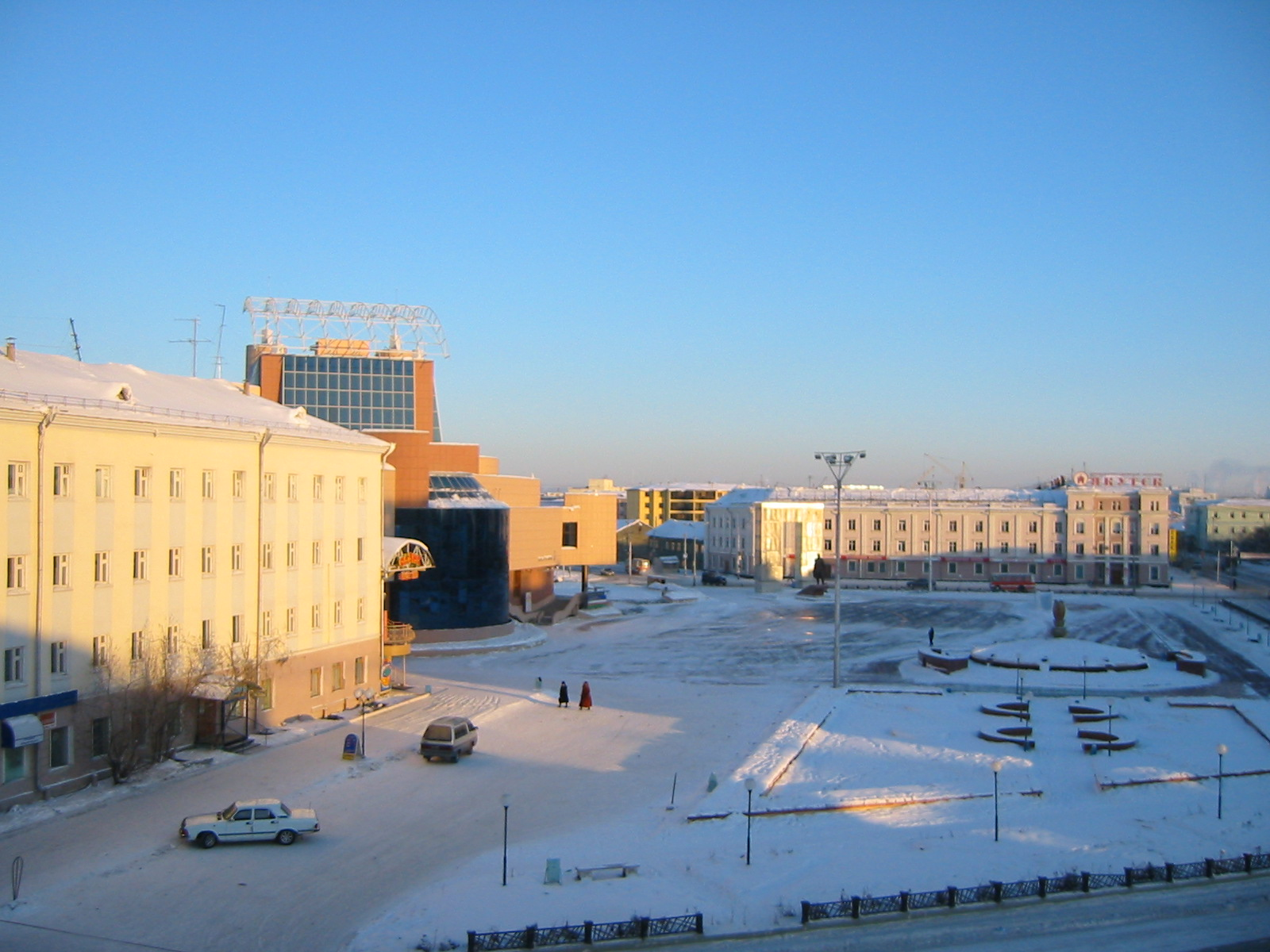
Inverni molto freddi e poca neve a Jakutsk.

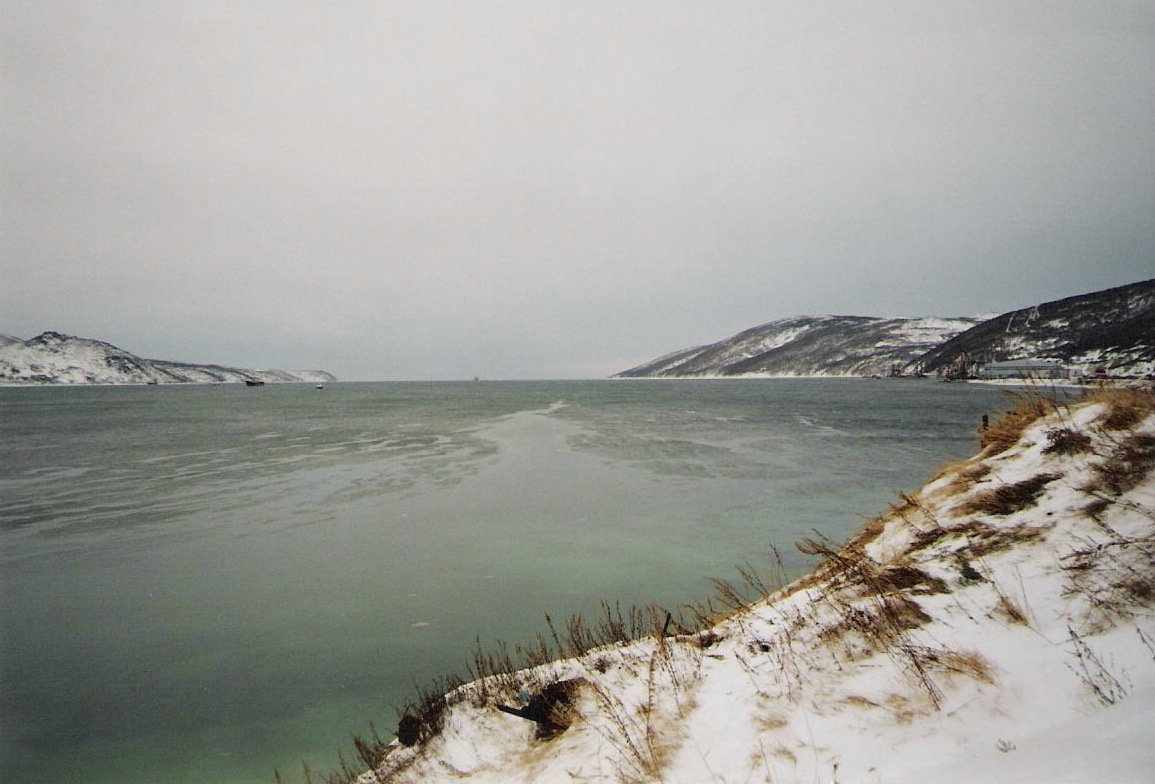
La costa del mare di Okhotsk presso Magadan.

Questa regione climatica corrisponde all'incirca al grande Bassopiano Siberiano Occidentale, delimitato a sud dai monti dell'Altaj e dalle alture del Kazakistan; qui iniziano i veri rigori invernali "siberiani", quelli dominati dal "cuore" dell'anticiclone siberiano, seguiti da brevi estati tiepide o moderatamente calde che fanno segnare scarti termici medi anche di 40 °C fra le stagioni estreme. Nel sud di questa regione climatica le estati possono essere anche abbastanza calde, tanto da generare condizioni di subaridità (derivante da evapotraspirazione elevata) che impediscono la crescita della taiga a favore della steppa.
Omsk, sul fiume Irtyš sul 55º parallelo N (all'estremità meridionale del bassopiano), va da -19 °C in gennaio a 19 °C in luglio, con media annua pochissimo sopra gli 0 °C e precipitazioni annue di 330 mm medi; la città petrolifera di Surgut, sul parallelo 61°, oscilla invece da -22 °C a 17 °C, prec. annue 480 mm e temperature medie annue sotto zero (-3 °C). L'estrema continentalità fa sì che le temperature estive salgano discretamente anche nelle zone oltre il Circolo Polare: la cittadina di Dudinka, nel basso Enisej, dominata dall'inverno per otto mesi l'anno vede tuttavia le temperature di luglio salire fino a 13 °C, in maniera tale da consentire lo sviluppo di una rachitica foresta di conifere.

## La Siberia centrale e orientale
Più a oriente, nell'altopiano della Siberia Centrale, le maggiori escursioni termiche annue annunciano la Siberia orientale; qui si sente anche l'effetto della maggior altitudine, esemplificata dall'andamento termico che si registra nel villaggio di Tura, sulla Tunguska Inferiore a 64°N: gennaio -36 °C, luglio 16 °C (media annua -9 °C), precipitazioni annue 300–350 mm, con massimo sempre in estate. La maggiore continentalità si avverte anche più a sud, almeno nelle zone lontane dal lago Bajkal e dal suo possente effetto mitigatore: Čita, a 600 m circa di quota nei monti Jablonovyj va da -26 °C a 18 °C; le aree circostanti il lago vedono inverni meno freddi (anche 5-6 °C in più) ma estati fredde (12-14 °C in media) e burrascose.
La Jacuzia, nella valle della Lena nella Siberia di nordest, è la Siberia alla massima espressione: l'anticiclone invernale domina incontrastato, le estati sono anche più calde che nel resto del mondo a parità di latitudine. Jakutsk, capitale jacuta, alla latitudine di 62,5°N, registra -43 °C in gennaio che salgono a 19 °C in luglio, con poco più di 200 mm annui precipitati; più a nord si entra nel polo del freddo dell'emisfero nord del mondo, con gli ormai famosi (almeno fra climatologi e meteorofili) centri di Verkhojansk (lat. 68°N) e Ojmjakon (lat. 63°N, sul fiume Indigirka, con temperature medie che oscillano tra gennaio e luglio da -48 °C a 14 °C); i due villaggi dividono il record di temperatura minima assoluta per una località abitata, fonte di molte contestazioni dato che i valori differiscono solo di 0,1 °C (-67,7 °C contro -67,6 °C).

## La fascia costiera pacifica
L'estremo oriente russo ha caratteristiche climatiche che lo differenziano leggermente dal resto della Russia: le correnti marine fredde in discesa da nord sfiorano la grande penisola della Kamčatka, raffreddandone il clima tanto da far scendere la fascia della tundra fino a sotto il 60º parallelo; anche le coste del mare di Okhotsk sono fredde: l'inverno dura in pratica fino a maggio, in giugno compare una breve primavera che lascia il posto, a luglio, all'estate, che prosegue anche per agosto (che, similmente al resto della costiera pacifica settentrionale asiatica, è il mese più caldo) e parte di settembre. Un brevissimo autunno, ad ottobre, introduce un nuovo inverno che inizia con novembre.
Petropavlovsk-Kamčatskij, sulla costa orientale della Kamčatka, ha lunghi inverni freddi (anche se molto più temperati rispetto alla Siberia orientale), con medie di -9 °C in gennaio ed estati fredde e umide, con 12 °C ad agosto; le precipitazioni sono discretamente abbondanti, arrivando a medie annue di 800 mm. Più a nordovest, sul mare di Ochotsk, il porto peschereccio stagionale di Magadan è ancora più freddo, con medie oscillanti da -17 °C a 12 °C (gennaio - agosto); Ochotsk, la cittadina che dà il nome al mare, più esposta agli influssi continentali occidentali, va da -22 °C a 13 °C con 400 mm di precipitazioni annue.
Molto più a sud, alla latitudine di 43°N (la stessa di Firenze), Vladivostok registra estati ovviamente più calde che annunciano il clima della Cina settentrionale e della Corea: gennaio -14 °C, agosto 20 °C, prec. annue 720 mm.